# Maschane ornata
Maschane ornata är en fjärilsart som beskrevs av Paul Thiaucourt 1998. Maschane ornata ingår i släktet Maschane och familjen tandspinnare. Inga underarter finns listade i Catalogue of Life.